# لمبرتون (نیوجرسی)
لمبرتون (به انگلیسی: Lamberton) یک منطقهٔ مسکونی در ایالات متحده آمریکا است که در نیوجرسی واقع شده‌است. این مکان نام بندری در رود دلاویر  در شهرستان مرسر نیوجرسی است .